# Gelbschnabelkuckuck

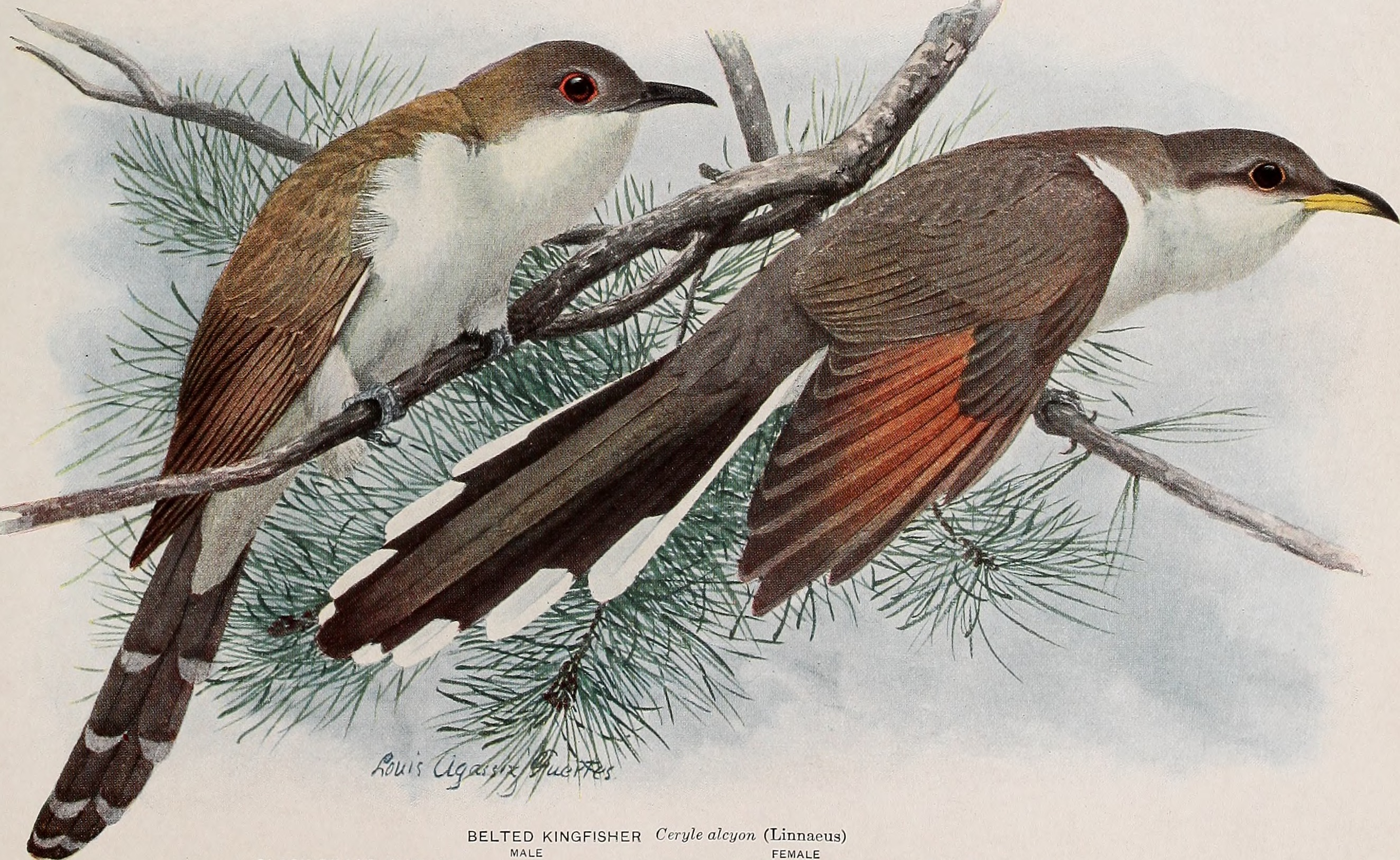
Darstellung von Gelbschnabelkuckuck (vorne) und dem sehr ähnlichen Schwarzschnabelkuckuck (hinten)

Der Gelbschnabelkuckuck (Coccyzus americanus) ist eine Art aus der Familie der Kuckucksvögel, die ausschließlich in der Neuen Welt vorkommt. Er brütet überwiegend im Osten Nordamerikas, den Großen Antillen und Teilen Mexikos, überwintert aber während des Winterhalbjahres in Südamerika. Während seines Zuges im Herbst und Frühjahr ist er auch in Zentralamerika zu beobachten. Der sehr heimlich lebende Gelbschnabelkuckuck ist ein mittelgroßer, schlanker und langschwänziger Kuckuck, der sich überwiegend versteckt im Blattwerk aufhält. 
Abweichend von einer Reihe von Arten innerhalb der Kuckucke zieht der Gelbschnabelkuckuck seinen Nachwuchs überwiegend selbst groß. Als fakultativer Brutparasit legt er jedoch gelegentlich Eier in die Nester von Wirtsvögeln.
Als Irrgast wurde der Gelbschnabelkuckuck mehrfach bereits in Großbritannien und auf dem europäischen Festland beobachtet.

## Merkmale
Der Gelbschnabelkuckuck erreicht eine Körperlänge von 28 bis 32 Zentimeter, auf den Schwanz entfallen dabei durchschnittlich rund 15 Zentimeter. Der Schnabel hat eine Länge von 2,5 Zentimeter. Die Männchen wiegen in der Brutzeit durchschnittlich 58 Gramm, die Weibchen sind mit durchschnittlich 65 Gramm etwas schwerer. Vor ihrem Zug erreichen sie ein Gewicht von bis zu 110 Gramm, nach langen Flügen kann ihr Gewicht bis auf 31 Gramm fallen.
Es gibt keinen ausgeprägten Geschlechtsdimorphismus. Sowohl bei Männchen als auch den Weibchen sind die Stirn, der Oberkopf, die Ohrdecken, die Halsseiten, der Nacken und die Körperoberseite von einem schlichten Braun. Die Handschwingen und Armschwingen sind an ihrer Basis rötlich braun, die Steuerfedern weisen an ihrem Ende auffällige weiße Flecken auf.
Die Hand- und Armschwingen sind auf der Unterseite ebenfalls braun bis rötlich braun. Die Körperunterseite ist ansonsten weiß. Die Iris ist dunkelbraun und nur bei gerade flügge gewordenen Jungvögeln noch grau. Der Augenring ist in der Brutzeit grau bis gelb. Der Schnabel ist leicht gebogen, der Oberschnabel ist schwarz und geht zur Kante hin ein Gelb bis Orange über. Der Unterschnabel ist gelb bis orange-gelb und geht an der Spitze in ein Schwarz über.
Jungvögel ähneln den adulten Vögeln, bei ihnen sind die Spitzen der Steuerfedern hell, aber nicht weißlich. Die für den Gelbschnabelkuckuck typische Schnabelfärbung entwickelt sich bei ihnen erst ab dem zweiten Lebensmonat.
Der Gelbschnabelkuckuck weist große Ähnlichkeit mit dem Schwarzschnabelkuckuck auf, dieser weist auf seinem Körpergefieder jedoch keine rotbräunliche Färbung auf, ihm fehlen außerdem die weißen Flecken auf den Steuerfedern. Der Perlbrustkuckuck hat gleichfalls einfarbig braune Schwungfedern. Der Mangrovenkuckuck hat eine schwarze Gesichtsmaske und ist auf der Körperunterseite hell ockerfarben.

## Stimme
Der typische Ruf des Gelbschnabelkuckucks ist ein staccatohaftes, gutturales kuk-kuk-kuk, das langsam und mit abfallender Tonhöhe 8 bis 12 Mal gerufen wird und in einem kakakowlpkowlp endet. Der Intervall bis zum nächsten Ruf beträgt mehr als 10 Minuten, der Ruf ist am häufigsten während der Morgenstunden zu vernehmen.
Gelegentlich ist auch ein harsches, schnelles kow-kow-kow-kow zu hören, dessen einzelne Silben bis zu 20 Mal wiederholt werden. Der Ruf erklingt typischerweise dann, wenn der Partnervogel in der Nähe ist, und wird auch von dem auf dem Nest sitzenden Vogel gerufen.

## Verbreitungsgebiet

Verbreitungskarte des Gelbschnabelkuckucks

Der Gelbschnabel brütet in Nordamerika, Mexiko und den Großen Antillen. Das Brutgebiet reicht bis in den Westen des Bundesstaates Washington, den Südwesten und Südosten Idaho, den Südwesten und Norden von Wyoming, den Süden des kanadischen Bundesstaates Manitoba, den Südosten von North Dakota, South Dakota, Minnesota, Wisconsin, Michigan, dem Süden des kanadischen Bundesstaates Ontario und dem Südwesten von Quebec. Brutnachweise gibt es außerdem für New York, Vermont, New Hampshire, dem Süden von Maine, New Mexico, Colorado, Nebraska, Kansas, Oklahoma, Texas und Florida.
In Kalifornien, Utah, Arizona brütet der Gelbschnabelkuckuck nur selten und ist auf wenige Vorkommen begrenzt. Auf dem Gebiet von Mexiko gibt es zusammenhängende Brutgebiete im Osten von Sonora und im Westen von Chihuahua. Im Osten Mexikos brütet der Gelbschnabelkuckuck im Nordosten von Coahuila sowie in Tamaulipas.
Gelbschnabelkuckucke kehren in ihre Brutgebiete im Osten Nordamerikas generell in der Zeit zwischen dem Ende April bis Anfang Mai zurück. In Florida, das zu den südlicheren Brutarealen gehört, ist der Rückkehrzeitraum zwei bis drei Wochen früher. Im Westen des Brutareals kehren die Gelbschnabelkuckucke von Mitte Mai bis Mitte Juni zurück. Der Rückzug in die Überwinterungsgebiete beginnt generell Ende September bis Anfang Oktober, der Rückzug kann ausnahmsweise aber auch schon Ende August beginnen und sich selten bis Dezember hinziehen. 
Auf dem Zug durchqueren die Gelbschnabelkuckucke den Süden der Vereinigten Staaten, Zentralamerika, Bermuda und die Westindischen Inseln. In Guatemala sind sie in den Monaten April und Mai sowie September bis Dezember zu beobachten. In Panama sind sie im April, seltener auch im Mai sowie im Zeitraum September bis Dezember anzutreffen.
Das Überwinterungsgebiet des Gelbschnabelkuckucks erstreckt sich vom Norden Südamerikas bis in den Norden Argentinien, seltener überwintern Gelbschnabelkuckucke auch in Panama. Gelbschnabelkuckucke sind im Überwinterungsgebiet zwischen August und Anfang Mai zu beobachten. 

## Irrgast in Europa

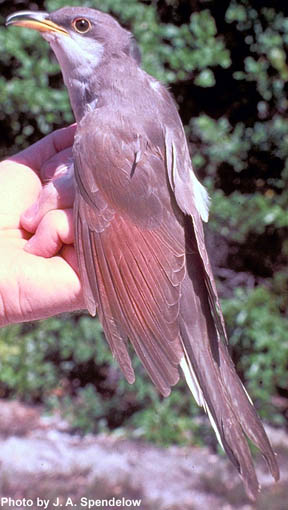
Gelbschnabelkuckuck

Gelbschnabelkuckucke zählen zu den Arten, die immer wieder weit außerhalb ihrer eigentlichen Brutarealen, Zugwegen und Überwinterungsgebieten anzutreffen sind. Ursache sind gewöhnlich meteorologische Ereignisse, insbesondere Stürme, die die ziehenden Vögel über tausende Kilometer hinweg verfrachten können. In Grönland wurden bislang ein Gelbschnabelkuckuck aufgefunden worden und dreimal in Island. In Großbritannien wurden bis 2007 insgesamt 59 mal, in Irland 9 mal Gelbschnabelkuckucke beobachtet. Einzelne Beobachtungen gibt es auch für Frankreich, Belgien, Dänemark und Italien. Als Irrgäste sind Gelbschnabelkuckucke typischerweise im Zeitraum September bis November anzutreffen.

## Lebensraum
Der Gelbschnabelkuckuck ist ein Brutvogel offener Waldgebiete und ist häufig in der Nähe von Wasserläufen anzutreffen. In Mexiko brütet er in Waldgebieten entlang von Flussläufen bis in Höhenlagen von 1500 Meter. Während des Zuges ist er dagegen auch in Höhenlagen von 2500 Metern anzutreffen. 
Während des Zuges ist er an Waldrändern, Galeriewäldern und Mangrovenwäldern anzutreffen. In den Überwinterungsgebieten nutzt er neben Waldgebieten auch buschbestandene Savanne als Lebensraum.

## Lebensweise
Der Gelbschnabelkuckuck ist ein auf Grund seiner Lebensweise nur schwer zu beobachtender Vogel. Er bewegt sich typischerweise langsam durch dichte Baumkronen und lauert dort auf Beutetiere, die sich durch ihre Bewegung verraten. Dabei bewegt er sich häufig entlang des Astes, bis er das Beutetier durch Strecken erreichen kann. Gelegentlich hüpft der Gelbschnabelkuckuck auch auf einen Ast unterhalb einer Ansammlung von Raupen und pickt diese auf, indem er zu dem Ast mit den Raupen auffliegt. Durch Auffliegen fängt er auch fliegende Insekten und er bewegt sich hüpfend auf dem Boden um Heuschrecken zu fangen. Gelegentlich ist er beim warmen Wetter auch beim Sonnenbaden zu beobachten.
Aufgeschreckte Gelbschnabelkuckucke suchen Deckung in Baumwipfeln und kehren dem Störer ihre dunkel gefärbte Rückseite zu, durch die sie in den Baumwipfeln nur schwer auszumachen sind. Sie bleiben dann für längere Zeit unbeweglich im Geäst sitzen. Werden sie vom Nest aufgescheucht, gleiten sie mit gespreizten Steuerfedern und flatterndem Flügelschlag durch den Baumwipfel. Sie geben dabei auffallende miauende Rufe von sich. 

## Nahrung
Die Nahrung besteht überwiegend aus Raupen, die meisten davon giftig oder behaart. Zum Nahrungsspektrum gehören solche Forstschädlinge wie Schwammspinner und Amerikanischer Webebär. Daneben spielen Grillen, Käfer und Eintagsfliegen eine große Rolle. Gefressen werden aber auch Ameisen, Wesen, Heuschrecken und andere Insekten. Gelegentlich nehmen sie auch Frösche und Eidechsen.

## Fortpflanzung

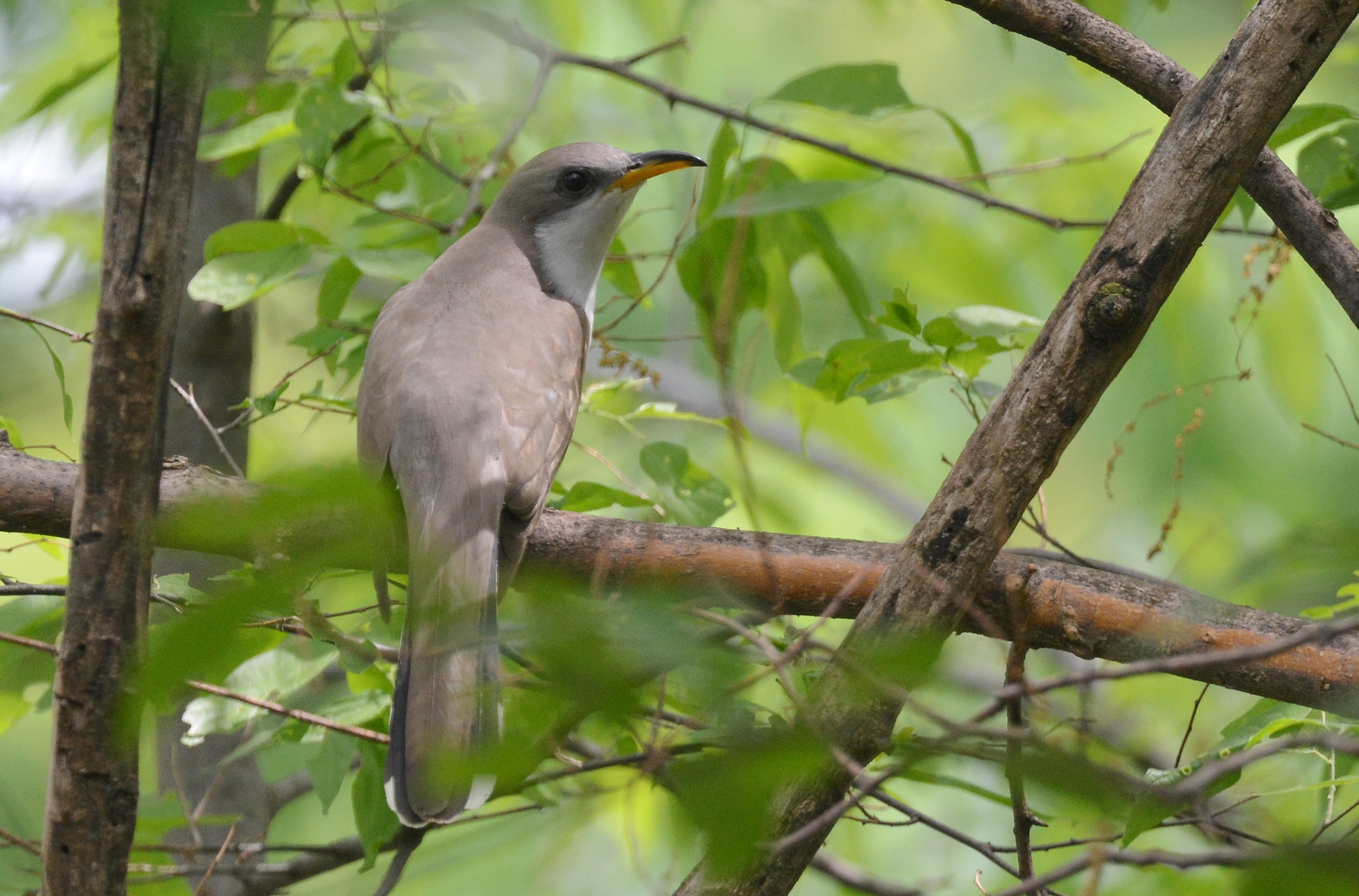
Gelbschnabelkuckuck, im Geäst gelegentlich nur schwer auszumachen

Gelbschnabelkuckucke ziehen üblicherweise in einer Brutsaison zwei Gelege groß. In Jahren mit einem sehr reichlichem Nahrungsangebot kann es auch eine dritte Brut geben.

### Balz und Nest

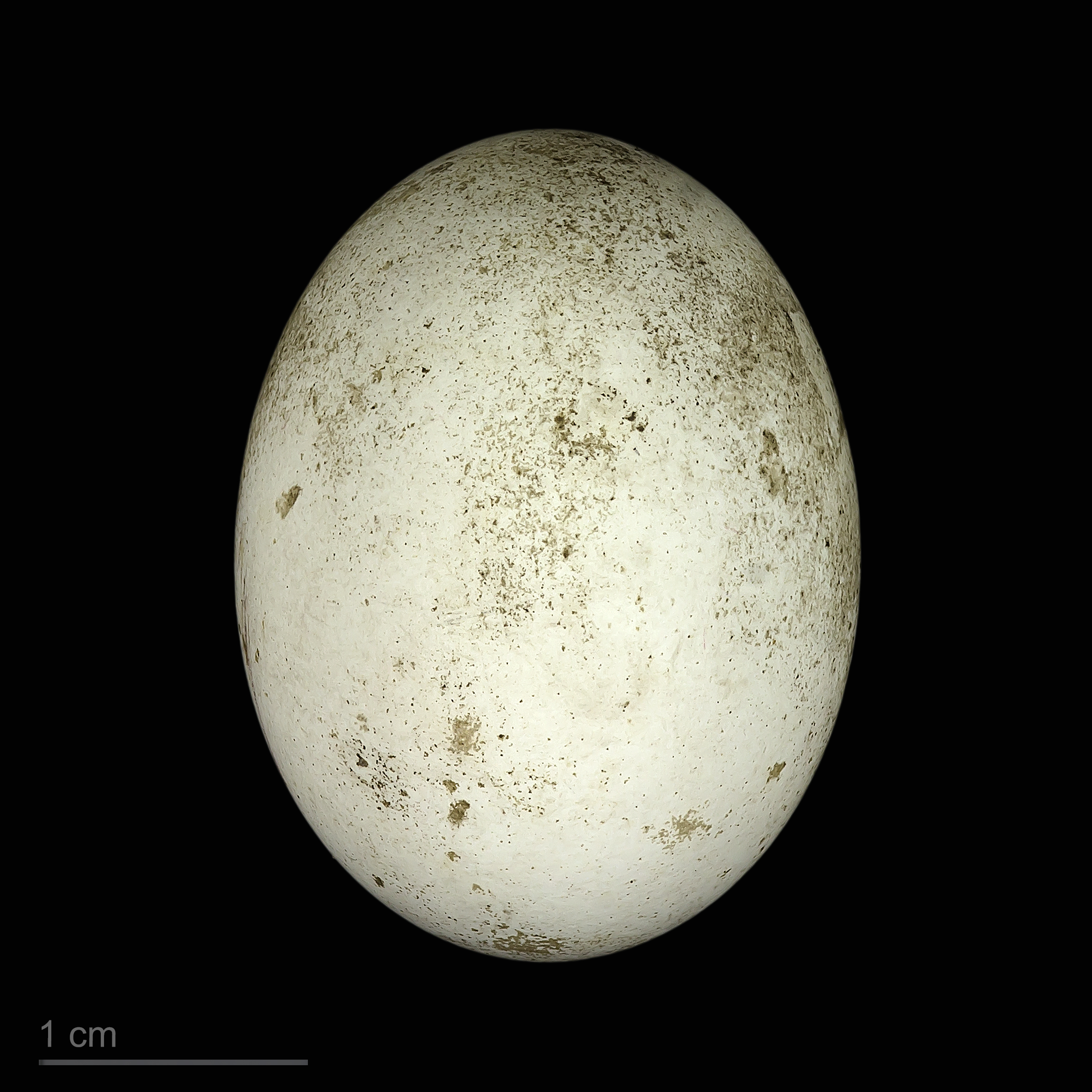
Coccyzus americanus, Sammlung Museum von Toulouse

Balzende Männchen offerieren dem Weibchen Ästchen oder Raupen. Die Paarung findet auf Ästen statt. Der Paarungsakt dauert zwischen drei und fünf Sekunden. Beide Elternvögel sind am Nestbau beteiligt, der sich über den Zeitpunkt erstreckt, an dem die Eiablage begonnen hat. 
Gelbschnabelkuckucke bauen ihr Nest im Nordosten der USA und im Süden Kanadas in der Zeit von Ende Mai bis Anfang August. Im Mittleren Westen der USA fällt der Höhepunkt des Nestbaus in die Monate Juni bis August. Das Nest ist eine einfache Plattform aus Ästchen und Zweigen, die entweder nicht ausgepolstert wird oder von den Elternvögel mit trockenen und grünen Blättern, Kiefern und Fichtennadeln, Moos, trockenen Blumen und Rindenstreifen ausgelegt wird. Das Nest hat einen Durchmesser von 10 bis 35 Zentimetern. Es wird entweder auf einem waagrechten Ast oder in einer Astgabel gebaut. Es befindet sich gewöhnlich zwischen einem und sechs Meter über dem Erdboden, einzelne Nester sind aber auch in einer Wipfelhöhe von 27 Meter beobachtet worden.

### Eier

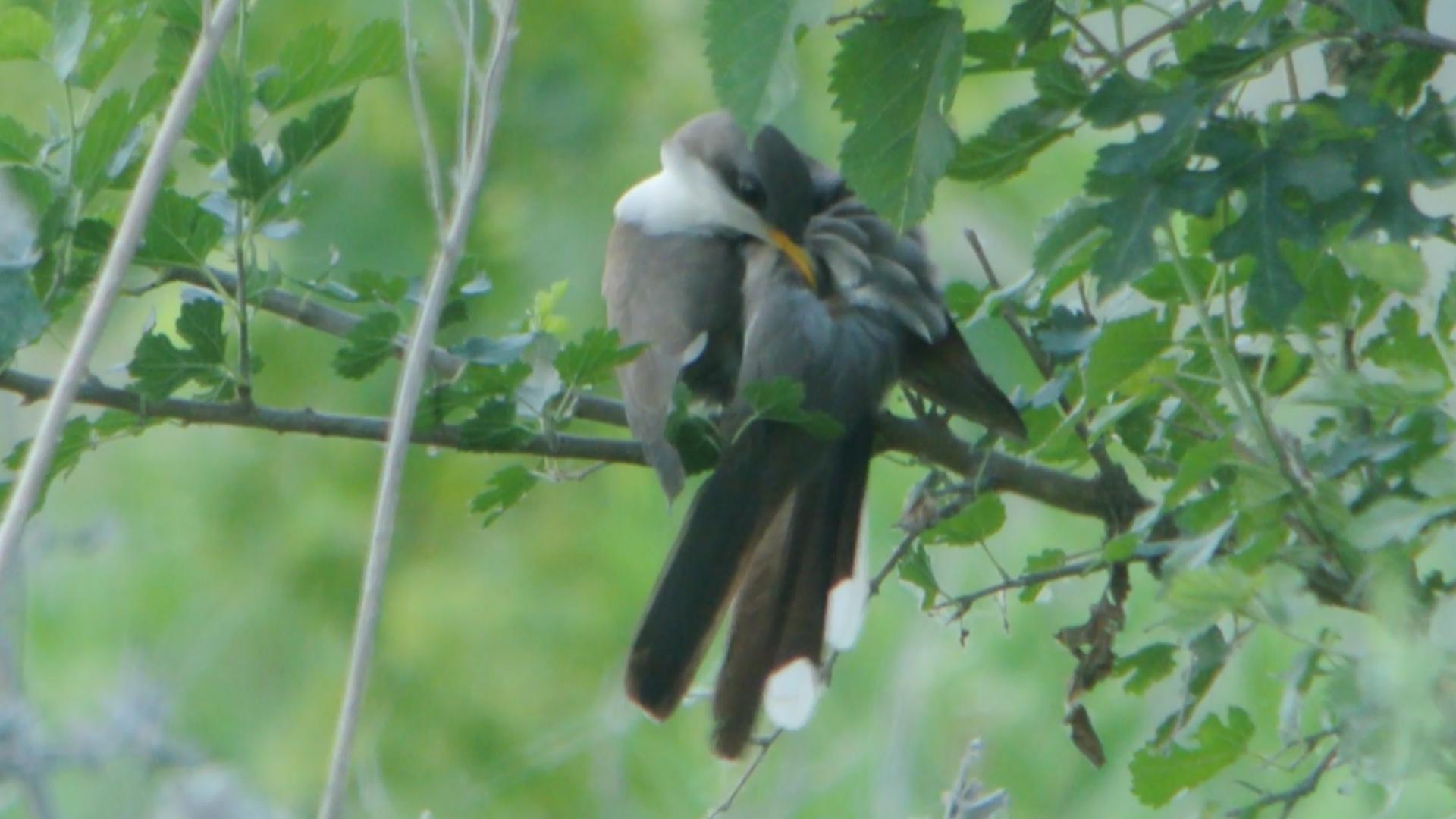
Gelbschnabelkuckuck beim Gefiederputzen

Das Gelege besteht aus zwei bis fünf Eiern, im Westen des Brutgebietes umfasst es durchschnittlich 2,5 Eier. Im Osten dagegen durchschnittlich 3,75 Eier. Die Eier sind matt blassblau bis blass grünlichblau. Die Schale ist glatt, das einzelne Ei ist von einer elliptischen Form. Die Weibchen beginnen mit der Eiablage 24 Stunden nach Beginn des Nestbaus, es legt an jedem Tag ein Ei. Die Brutzeit beträgt neun bis elf Tage. Gewöhnlich beginnen die Weibchen ab der Ablage des ersten Eis mit der Brut.

### Nestlinge
Die Nestlinge schlafen mit einem Gewicht von 8 bis 9 Gramm. Am ersten Lebenstag erhalten sie von den Elternvögeln hochgewürgtes Futter, danach werden ihnen Insekten, Spinnen, Heuschrecken, Baumfrösche und größere Eidechsen gefüttert. Die Weibchen hören nach vier bis sieben Tage auf, die Nestlinge zu füttern, sie werden danach nur noch vom Männchen versorgt.
Die Nestlinge wachsen sehr schnell heran und erreichen das Gewicht flügger Jungvögel von 38 Gramm bereits an ihrem vierten Lebenstag. Flügge werden sie am 8. oder 9. Lebenstag, sie werden dann noch bis zu 23 Tagen gefüttert, meist von dem männlichen Elternvogel.

### Helfer bei der Brut

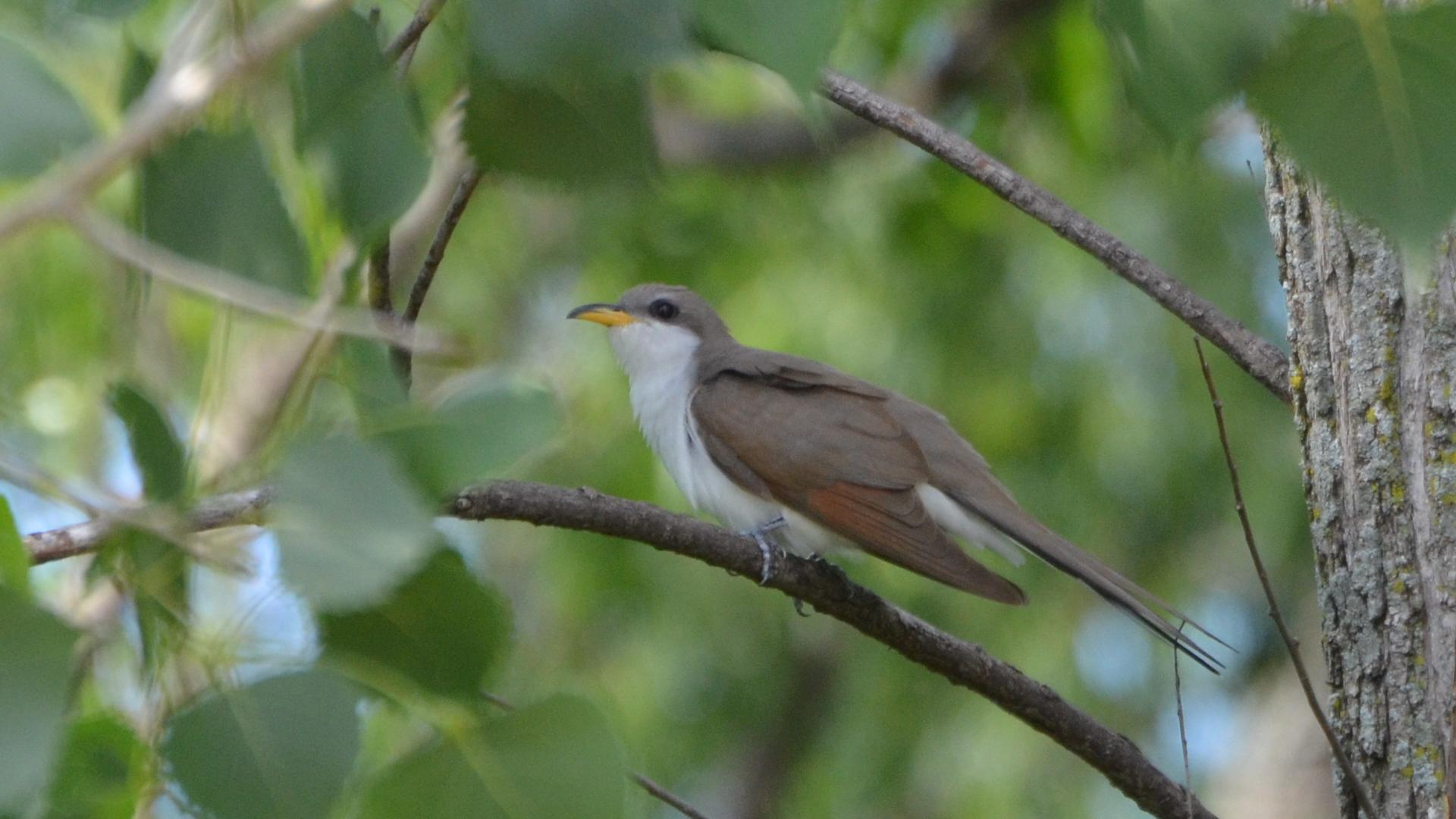

Brütende Paare werden bei der Aufzucht gelegentlich durch einen männlichen Helfer unterstützt, der bis zu 40 Prozent des Futters heranträgt, welches die Nestlinge erhalten. Diese Hilfe bei der Aufzucht der Jungvögel erlaubt es dem brütenden Paar mit einem zweiten Gelege zu beginnen. Weibchen geben gelegentlich ihre Nestlinge auf und beginnen ein neues Nest mit einem anderen Männchen, bei dem es sich um den vorherigen Helfer handeln kann. Dieser setzt seine Hilfe bei der Aufzucht der Jungvögel des ersten Nestes gelegentlich sogar fort und wird dabei von dem vorherigen Männchen toleriert. Es kommt gelegentlich durch das zweite Männchen auch zu einem Infantizid am jüngsten Nestling des ersten Nestes.

### Fakultativer Brutparasitismus
Der Gelbschnabelkuckuck ist ein Vogel, der seine Jungvögel überwiegend selbst groß zieht. Daneben kommt aber auch ein fakultativer Brutparasitismus vor. Er legt Eier häufig in Nester derselben Gattung – betroffen ist unter anderem der Schwarzschnabelkuckuck, mit dem sich große Teile des Brutareals überlappen. Er legt aber auch Eier in die Nester anderer Vogelarten. Zu den parasitierten Arten gehört unter anderem die Carolinataube, Dickzissel, Wanderdrossel, Walddrossel, Zedernseidenschwanz, Rotkardinal, Rötelgrundammer und Rotflügelstärling.

## Einzelbelege
1. 1 2 3 4 5 6   Erhitzøe, Mann, Brammer, Fuller: Cuckoos of the World. S. 292.
2. 1 2 3 4 5   Erhitzøe, Mann, Brammer, Fuller: Cuckoos of the World. S. 290.
3. ↑   Erhitzøe, Mann, Brammer, Fuller: Cuckoos of the World. S. 302.
4. ↑   Erhitzøe, Mann, Brammer, Fuller: Cuckoos of the World. S. 298.
5. 1 2 3   Erhitzøe, Mann, Brammer, Fuller: Cuckoos of the World. S. 291.
6. 1 2 3   Erhitzøe, Mann, Brammer, Fuller: Cuckoos of the World. S. 293.